# واسترا بیسپگاردن
واسترا بیسپگاردن (به سوئدی: Västra Bispgården) یک منطقهٔ مسکونی در سوئد است که در بخش راگوندا واقع شده‌است. واسترا بیسپگاردن ۱٫۴۲ کیلومتر مربع مساحت و ۵۱۸ نفر جمعیت دارد.